# 全国治理自行车被盗问题专项行动领导小组
全国治理自行车被盗问题专项行动领导小组是中华人民共和国国务院于2007年2月设立的一个临时性的议事协调机构，负责组织协调打击日益猖獗的偷盗自行车行为。

## 组成
该小组由公安部牵头成立，中共中央综治办、建设部、商务部、国家工商总局、国家质检总局等五个机构参与。各部门之间建立联络员制度。

## 职责
在该小组中，各部门的职责是：
- 公安部：推进社会治安防控体系和社区警务建设，强化社会面巡逻防控，严厉查处打击盗窃自行车等违法犯罪人员；依法监督、指导机关、团体、企事业单位落实各项治安防范措施，建立被盗自行车信息管理系统。
- 中央综治办：发挥综合治理工作优势，深化基层平安创建工作，动员、组织社会各方面力量，群防群治，共同致力于自行车被盗问题。
- 建设部：督促落实规划居民存车处，并与住宅同步建设和同时投入使用；监督、指导物业管理企业严格履行职业服务合同，认真做好自行车的存放、看护等工作，提高安全防范服务的能力和水平。
- 商务部：会同有关部门加强对旧货流通的规范管理，督促、建立旧自行车经营主体对销售、购买自行车人信息登记报备制度；督促、建立自行车销售企业对购车人信息登记报备制度。
- 工商总局：会同公安、商务等有关部门加强对旧自行车交易市场、废旧物品收购站点、自行车维修点的监管，取缔非法设立的旧自行车交易市场，维护市场秩序。
- 质检总局：会同有关部门制定自行车编码规则，依法督促自行车生产企业刻制车架编号，定期向有关部门报备，从源头上强化安全管理。